# 俄亥俄紀念賽
俄亥俄紀念賽（Memorial Tournament）是美國高爾夫球PGA巡迴賽的賽事之一，開始於1976年。俄亥俄紀念賽在俄亥俄州都柏林的Muirfield Village Golf Club舉行。2015年開始，獲得俄亥俄紀念賽冠軍的球員可以獲得之後三年的PGA巡迴賽參賽權。

## 外部連結
- 官方网站
- Coverage on the PGA Tour's official site（页面存档备份，存于）
- Nicklaus.com – Muirfield Village Golf Club（页面存档备份，存于）
- Jack Nicklaus Museum（页面存档备份，存于）

40°08′25″N 83°08′29″W / 40.1404°N 83.1414°W